# Дринский корпус

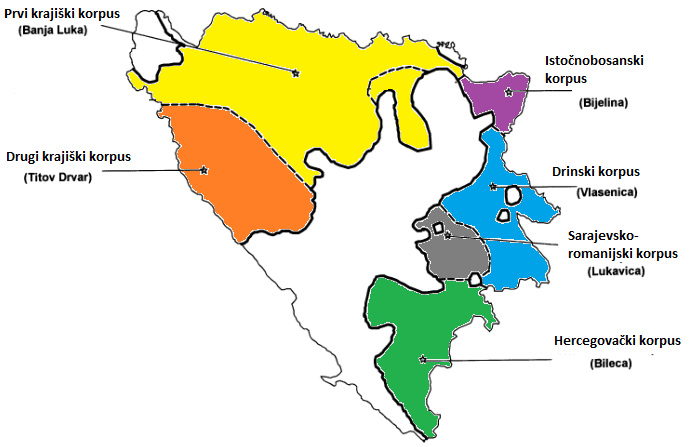
Зоны ответственности корпусов Армии РС. Зона ответственности Дринского корпуса выделена синим цветом

Дринский корпус (серб. Дрински корпус Војске Републике Српске) — армейский корпус в составе Вооружённых сил Республики Сербской. Он был сформирован по приказанию Главного Штаба ВРС 1 ноября 1992 года на основе подразделений бывшей 2-й Военной области ЮНА и отрядов Территориальной обороны. Первым командиром корпуса был генерал-майор Миленко Живанович. 13 июля 1995 года его сменил генерал-майор Радислав Крстич. Штаб корпуса располагался во Власенице, его возглавлял полковники Милутин Скочайич, Радислав Крстич (до присвоения звания генерал-майора) и Светозар Андрич.
Зоной ответственности корпуса были Восточная Босния и Подринье, с такими городами как Вишеград, Рудо, Звоник и др.
В составе сербских войск в Подринье воевали русские добровольческие отряды, в том числе РДО-2 воевал осенью 1992 — весной 1993 года.

## Структура
Состав корпуса в 1995 году:
- Штаб
- 1-я Бирчанская пехотная бригада (до создания Дринского корпуса была в составе Сараевско-Романийского корпуса)
- 1-я Зворникская пехотная бригада (до создания Дринского корпуса была в составе Восточно-Боснийского корпуса)
- 2-я Романийская моторизованная бригада (до создания Дринского корпуса была в составе Сараевско-Романийского корпуса)
- 1-я Подринская легкопехотная бригада
- 2-я Подринская легкопехотная бригада
- 3-я Подринская легкопехотная бригада
- 4-я Подринская легкопехотная бригада
- 5-я Подринская легкопехотная бригада
- 1-я Братунацкая легкопехотная бригада
- 1-я Миличская легкопехотная бригада
- 1-я Власеницкая легкопехотная бригада
- 2-я Зворникская легкопехотная бригада
- Рогатицкая бригада
- Скеланский самостоятельный батальон
- 5-й смешанный артиллерийский полк
- 5-й инженерный батальон
- 5-й батальон связи
- 5-й батальон военной полиции
- 5-й разведывательно-диверсионный отряд
- 5-я санитарная рота
- 5-й полк ПВО
- Спецподразделение «Мандо»
- Волки с Дрины[серб.]
- Малешический батальон
- Каракайская рота
- Рочевическая рота
- Шетичевская рота
- Диверсионно-разведывательный отряд «Золие»
- Разведывательная рота «Несокрушимые»
- 3-й Пилицко-Локанский батальон
- Ясеницкий разведывательно-диверсионный отряд
- Греческая добровольческая гвардия